# 谢尔盖·克里沃诺索夫
谢尔盖·弗拉基米罗维奇·克里沃诺索夫（羅馬化：Sergey Vladimirovich Krivonosov；1971年5月29日—）是俄罗斯政治人物，第六届、第七届、第八届国家杜马代表。
1992年，克里沃诺索夫毕业于新切尔卡斯克高等军事指挥通信学院。1991年至1994年，他在塔林的西北部队服役并担任通讯排长。调到预备役后，克里沃诺索夫从事黑海沿岸旅游业的投资。在接下来的15年里，他领导了多个商业组织。2002年，克里沃诺索夫加入统一俄罗斯党。2011年成为第六届国家杜马代表。他再次当选为第七届和第八届国家杜马议员。在国家杜马中，克里沃诺索夫担任旅游和旅游基础设施发展委员会副主席。
2017年，克里沃诺索夫以420万卢布的月收入成为克拉斯诺达尔边疆区选区代表中最富有的人。

## 制裁
克里沃诺索夫于2022年因俄乌战争而受到英国政府和美国财政部制裁。